# Extraliga (Tschechien) 1994/95
Die Spielzeit 1994/95 war die zweite reguläre Austragung der tschechischen Extraliga. Im Play-off-Finale setzte sich der Aufsteiger HC Dadák Vsetín mit 3-1 gegen den AC ZPS Zlín durch. In der 1. Liga Tschechiens gewannen der HC Kometa Brno und TZ Třinec ihre jeweiligen Play-off-Halbfinale und konnten damit im Rahmen der Ligaaufstockung in die Extraliga aufsteigen.

## Modus
In 44 Spielen spielen alle Teams jeweils viermal gegeneinander, jedes Team hat in der gesamten Saison 22 Heim- und 22 Auswärtsspiele. Die Mannschaften auf den Plätzen 1 bis 8 qualifizieren sich direkt für die Play-offs, die im Best-Of-Five-Modus ausgetragen wird. Am Ende der Saison findet keine Relegation statt, da die Extraliga um zwei Vereine aufgestockt werden soll. Daher wird von den Mannschaften auf den Plätzen 9 bis 12 eine Doppelrunde unter der Mitnahme der Punkte um den neunten Platz ausgetragen.

## Reguläre Saison

### Tabelle
| Platz. | Team                    | Sp | S  | U  | N  | Torv.   | Punkte |
| ------ | ----------------------- | -- | -- | -- | -- | ------- | ------ |
| 1.     | HC Dadák Vsetín         | 44 | 23 | 8  | 13 | 141:107 | 54     |
| 2.     | HC Kladno               | 44 | 24 | 6  | 14 | 178:142 | 54     |
| 3.     | HC Olomouc              | 44 | 19 | 10 | 15 | 130:124 | 48     |
| 4.     | AC ZPS Zlín             | 44 | 20 | 8  | 16 | 158:149 | 48     |
| 5.     | HC Interconex Plzeň     | 44 | 16 | 14 | 14 | 118:112 | 46     |
| 6.     | HC České Budějovice     | 44 | 20 | 6  | 18 | 142:124 | 46     |
| 7.     | HC Slavia Prag          | 44 | 18 | 7  | 19 | 133:164 | 43     |
| 8.     | HC Chemopetrol Litvínov | 44 | 18 | 6  | 20 | 149:143 | 42     |
| 9.     | HC Sparta Prag          | 44 | 16 | 9  | 19 | 123:129 | 41     |
| 10.    | HC Vítkovice            | 44 | 18 | 5  | 21 | 144:156 | 41     |
| 11.    | HC Pardubice            | 44 | 13 | 11 | 20 | 134:151 | 37     |
| 12.    | HC Dukla Jihlava        | 44 | 12 | 4  | 28 | 117:166 | 28     |

### Auszeichnungen
- Toptorschütze: Pavel Janků: 37 Tore für den AC ZPS Zlín
- Topvorlagengeber: Pavel Patera (HC Kladno) mit 56 Assists
- Topscorer: Pavel Patera (HC Kladno) 87 Punkte, 31 Tore und 56 Assists
- Toptorhüter: Roman Cechmánek (HC Dadák Vsetín): Gegentorschnitt von 2.38; Fangquote von 92,3 %

### Zuschauerschnitt
Den höchsten Zuschauerschnitt der Liga verzeichnete der HC Vítkovice.
| Team            | Schnitt |                     | Team | Schnitt |
| --------------- | ------- | ------------------- | ---- | ------- |
| HC Vítkovice    | 6026    | HC Interconex Plzeň | 4135 |         |
| HC Olomouc      | 5597    | HC Kladno           | 4059 |         |
| AC ZPS Zlín     | 5038    | HC Pardubice        | 3474 |         |
| HC Dadák Vsetín | 4709    | HC Slavia Prag      | 3450 |         |
| HC Sparta Prag  | 4327    | HC Dukla Jihlava    | 3077 |         |
| HC Litvínov     | 4225    | HC České Budějovice | 2957 |         |

## Play-offs

### Turnierbaum
|  | Viertelfinale           | Viertelfinale       |                 |                     | Halbfinale       | Halbfinale |  |  | Finale | Finale |
|  |                         |                     |                 |                     |                  |            |  |  |        |        |
|  |                         |                     |                 |                     |                  |            |  |  |        |        |
|  | HC Dadák Vsetín         | 3                   |                 |                     |                  |            |  |  |        |        |
|  | HC Dadák Vsetín         | 3                   |                 |                     |                  |            |  |  |        |        |
|  | HC Chemopetrol Litvínov | 1                   |                 |                     |                  |            |  |  |        |        |
|  | HC Chemopetrol Litvínov | 1                   | HC Dadák Vsetín | 3                   |                  |            |  |  |        |        |
|  |                         |                     | HC Dadák Vsetín | 3                   |                  |            |  |  |        |        |
|  |                         | HC České Budějovice | 0               |                     |                  |            |  |  |        |        |
|  | HC České Budějovice     | HC České Budějovice | 0               | 3                   |                  |            |  |  |        |        |
|  | HC České Budějovice     |                     |                 | 3                   |                  |            |  |  |        |        |
|  | HC Olomouc              | 0                   |                 |                     |                  |            |  |  |        |        |
|  |                         |                     | HC Dadák Vsetín | 3                   |                  |            |  |  |        |        |
|  |                         |                     |                 | AC ZPS Zlín         | 1                |            |  |  |        |        |
|  | HC Slavia Prag          | 0                   |                 |                     |                  |            |  |  |        |        |
|  | HC Kladno               | 3                   |                 |                     |                  |            |  |  |        |        |
|  | HC Kladno               | 3                   | HC Kladno       | 2                   |                  |            |  |  |        |        |
|  |                         |                     | HC Kladno       | 2                   | Spiel um Platz 3 |            |  |  |        |        |
|  |                         | AC ZPS Zlín         | 3               |                     |                  |            |  |  |        |        |
|  | AC ZPS Zlín             | AC ZPS Zlín         | 3               | 3                   | HC Kladno        | 1          |  |  |        |        |
|  | AC ZPS Zlín             |                     |                 | 3                   | HC Kladno        | 1          |  |  |        |        |
|  | HC Interconex Plzeň     | 0                   |                 | HC České Budějovice | 2                |            |  |  |        |        |
|  | HC Interconex Plzeň     | 0                   |                 |                     | 2                |            |  |  |        |        |
|  |                         |                     |                 |                     |                  |            |  |  |        |        |

Die Mannschaft des HC Dadák Vsetín, die erst ein Jahr zuvor aufgestiegen war, setzte sich gegen AC ZPS Zlín mit 3-1 durch und gewann den ersten Titel der Vereinsgeschichte. Dem Trainer Horst Valášek gelang es, eine homogene Mannschaft aufzubauen. Der Präsident des HC Vsetín, der ehemalige Spieler Petr Husicka, verpflichtete vor der Saison den Star Tomáš Sršeň, der schon bei den Edmonton Oilers gespielt hatte. Weitere Garanten für diesen Erfolg war der Torhüter des Jahres, Roman Cechmánek, und Verteidiger Antonín Stavjaňa.

### Meistermannschaft des HC Dadák Vsetín
| Torhüter        | Roman Čechmánek, Ivo Pešat |
| Abwehrspieler   | Antonín Stavjaňa, Alexej Jaškin, Stanislav Pavelec, Marek Tichý, Daniel Vrla, Radek Měsíček, Pavel Augusta                                                                                         |
| Angriffsspieler | Zbyněk Mařák, Michal Tomek, Andrej Galkin, Tomáš Sršeň, Rostislav Vlach, Roman Stantien, Miroslav Stavjaňa, Martin Smeták, Luboš Janáček, Josef Beránek, Libor Forch, Miroslav Barus, Pavel Rohlík |
| Trainer         | Horst Valášek und Zdislav Tabara |

## Trostrunde
| Platz. | Team             | Sp | S  | U  | N  | Torv.     | Punkte |
| ------ | ---------------- | -- | -- | -- | -- | --------- | ------ |
| 9.     | HC Sparta Prag   | 50 | 19 | 10 | 21 | 145 : 146 | 48     |
| 10.    | HC Pardubice     | 50 | 17 | 12 | 21 | 158 : 169 | 46     |
| 11.    | HC Vítkovice     | 50 | 19 | 6  | 25 | 163 : 184 | 44     |
| 12.    | HC Dukla Jihlava | 50 | 14 | 5  | 31 | 141 : 192 | 33     |

## Trophäen
| Auszeichnung                 | Gewinner           | Team                |
| ---------------------------- | ------------------ | ------------------- |
| Spieler des Jahres           | Roman Turek        | HC České Budějovice |
| Torhüter des Jahres          | Roman Čechmánek    | HC Vsetín           |
| Verteidiger des Jahres       | Antonín Stavjaňa   | HC Vsetín           |
| Trainer des Jahres           | Horst Valášek      | HC Vsetín           |
| MVP der regulären Saison     | Martin Procházka   | HC Kladno           |
| MVP der Playoffs             | Rostislav Vlach    | HC Vsetín           |
| Fairster Spieler             | Roman Meluzín      | AC Zlín             |
| Bester ausländischer Spieler | Andrei Potaitschuk | HC Sparta Prag      |